# マンスール・アル＝ハルビー
マンスール・アル＝ハルビー（アラビア語: منصور عتيق الحربي、Mansour Ateeq Al-Harbi、1987年10月19日 - ）はサウジアラビア・ジッダ出身のサッカー選手。ポジションはDF。アル・イテハド所属。

## 経歴

### クラブ
アル・アハリ・ジッダの主力サイドバックとして、2015-16シーズンのサウジ・プロフェッショナルリーグ制覇と2016年のサウジ国王杯優勝に貢献している。
2018年7月26日、アル・イテハドへ3年契約で移籍した。

### 代表
サウジアラビア代表の守備の要としてガルフカップ2013やアラブカップ2012などに出場した。
2018年6月4日、2018 FIFAワールドカップを戦う23名の本大会メンバーに選出された。

## 代表歴

### 出場大会
- サウジアラビア代表
  - 2018 FIFAワールドカップ

### 試合数
- 国際Aマッチ 43試合 1得点（2009年-2018年）[2]

| サウジアラビア代表 | 国際Aマッチ | 国際Aマッチ |
| 年                 | 出場        | 得点        |
| ------------------ | ----------- | ----------- |
| 2009               | 2           | 0           |
| 2010               | 2           | 0           |
| 2011               | 0           | 0           |
| 2012               | 7           | 1           |
| 2013               | 10          | 0           |
| 2014               | 3           | 0           |
| 2015               | 0           | 0           |
| 2016               | 5           | 0           |
| 2017               | 8           | 0           |
| 2018               | 6           | 0           |
| 通算               | 43          | 1           |